# Nicolae Nan
Nicolae Nan (n. 7 decembrie 1935, Ludoș, România – d. 24 martie 2021, Sibiu, România) a fost un senator român în legislatura 1990-1992 ales în județul Sibiu pe listele partidului FSN și un fost deputat în legislatura 2000-2004, ales în județul Sibiu pe listele partidului PD. În legislatura 1990-1992, Nicolae Nan a demisionat pe data de 30 iulie 1990 și a fost înlocuit de către senatorul Ioan Ilie Nistor. În legislatura 2000-2004, deputatul Nicolae Nan a fost membru în grupurile parlamentare de prietenie cu Republica Italiană și Georgia. 